# Zuni Pueblo
Zuni Pueblo is een plaats (census-designated place) in de Amerikaanse staat New Mexico.

## Demografie
Bij de volkstelling in 2000 werd het aantal inwoners vastgesteld op 6367.

## Geografie
Volgens het United States Census Bureau beslaat de plaats een oppervlakte van
22,9 km², geheel bestaande uit land.

## Plaatsen in de nabije omgeving
De onderstaande figuur toont nabijgelegen plaatsen in een straal van 52 km rond Zuni Pueblo.